# Axel Wintermeyer
Axel Wintermeyer, né le 1er janvier 1960 à Wiesbaden, est un homme politique allemand membre de l'Union chrétienne-démocrate d'Allemagne (CDU).
Élu député au Landtag de Hesse lors du retour au pouvoir du centre droit, en 1999, il est nommé coordinateur parlementaire du groupe CDU six ans plus tard, avant de devenir directeur de la chancellerie régionale en 2010, lors du remplacement de Roland Koch par Volker Bouffier.

## Éléments personnels

### Formation
Après avoir suivi l'ensemble de sa scolarité à Hofheim, il obtient son Abitur puis entre à l'université Johannes Gutenberg de Mayence, où il effectue des études supérieures de droit. En 1994, il devient avocat, associé dans un cabinet à Hofheim. Il renonce à toute activité professionnelle le 31 août 2010.

## Vie politique

### Parcours militant
Il adhère à la Schüler Union (SU), organisation des élèves du secondaire de la CDU/CSU, en 1974, rejoint quatre ans plus tard la Junge Union (JU), qui constitue le mouvement de jeunesse des partis chrétiens-démocrates, et entre à la CDU en 1979.
De 1982 à 1988, il préside la section de la JU à Hofheim, avant de prendre, en 1991, la tête de la section municipale de la CDU, à laquelle il renonce en 1998. Cette année-là, il est en effet désigné président de la fédération du parti dans l'arrondissement de Main-Taunus. Président du groupe de travail protestant (EAK) de la CDU de Hesse depuis 2004, il fait également partie du comité directeur et de la présidence de la fédération régionale du parti.
Il a en outre été coordinateur de la conférence des présidents de groupe parlementaire de la CDU/CSU.

### Carrière institutionnelle
Il est élu au conseil municipal d'Hofheim en 1981, et intègre quinze ans plus tard l'assemblée (Kreistag) de l'arrondissement de Main-Taunus. En 1999, il est élu député régional au Landtag de Hesse, lors du retour au pouvoir de la coalition noire-jaune, et se voit désigné coordinateur parlementaire du groupe CDU le 15 novembre 2005.
Le 31 août 2010, Axel Wintermeyer est nommé directeur de la chancellerie régionale de Hesse avec rang de ministre avec attributions spéciales, dans la coalition noire-jaune désormais dirigée par le nouveau Ministre-président chrétien-démocrate Volker Bouffier.  Il est reconduit le 18 janvier 2014 dans le second gouvernement Bouffier.